# Krzysztof Birkenmajer
Krzysztof Birkenmajer (n. 6 octombrie 1929, Varșovia, Polonia – d. 23 februarie 2019, Cracovia, Polonia) a fost un geolog polonez, membru de onoare al Academiei Române (din 1997).
Krzysztof Ludwik Birkenmajer a fost un ilustru geolog polonez, ce a întocmit, pe parcursul unei cariere de 66 de ani, numeroase studii în diverse zone geografice. Principalele arii de interes ale acestuia erau paleomagnetismul și datarea radiometrică a rocilor vulcanice.

Acesta a studiat rocile magmatice, dar și diverse lanțuri muntoase, printre care se numără și Carpații Vestici. La începutul carierei, geologul a realizat numeroase hărți ale Centurii Pieniny Klippen, cea mai nordică zonă a Carpaților Vestici, aflată pe teritoriul Poloniei și Slovaciei, dar și schițe ale rocilor din această zonă. Birkenmajer a studiat și Munții Tatra, unde a realizat studii privind tectonica, subdiviziunile litostratigrafice și fenomenele carstice din această zonă.

Începând cu anul 1956, profesorul Birkenmajer a decis să întreprindă cercetări într-un nou areal geogafic, plecând, astfel, în prima sa expediție polară. Acesteia i-au urmat alte 22 de expediții. De-a lungul ceor 23 de expediții ale sale, geologul a explorat și studiat zone glaciare din Spitsbergen, estul Groenlandei și vestul Antarcticii. Birkenmajer a fost unul dintre fondatorii stației polare poloneze Hornsund, ce a fost amplasată în insula Spitsbergen din arhipelagul norvegian Svalbard, în anul 1957. Acesta a participat ca membru în numeroase expediții poloneze, norvegiene, daneze, dar și în expediții internaționale în Antartica. Profesorul Birkenmajer a realizat numeroase articole ștințifice și a creat numeroase hărți ale zonelor polare, pe care le-a străbătut în expedițiile sale. Timp de mulți ani a fost delegat al organizațiilor SCAR (Scientific Committee on Arctic Research) și ISAC (International Arctic Science Committee), în cadrul cărora a avut un rol crucial. Activitatea sa a contribuit considerabil la evoluția și dezvoltarea zonelor polare.